# Frank Caeti
Franklin „Frank” Caeti (ur. 11 sierpnia 1973 w Chicago w Illinois) – amerykański aktor komediowy i głosowy.